# Георгиос Питенис
Гео̀ргиос Димѝтриу Питѐнис (на гръцки: Γεώργιος Δημήτριου Πιτένης) е възрожденски зограф, представител на Самаринската художествена школа.

## Биография
Роден е в голямото пиндско влашко село Самарина в семейството на Димитриос Питенис, също виден самарински зограф. Сред изписаните съвместно от бащата и сина църкви са и множество такива в България. Георгиос не е толкова добър зограф като баща си. Известен е с произведенията си в църквата в Каридица „Свети Йоан Богослов“.
В 1911 година Георгиос Питенис изписва екзонартекса в цървата „Успение Богородично“ в гревенското село Спилео, което е засвидетелствано във вградения над западния вход надпис, който гласи:
| „ | ΙΣΤΟΡΙΘΗ Ο ΠΑΡΩΝ Κ(ΑΙ) ΘΕΙΟΣ Κ(ΑΙ) ΙΕΡΟΤΑΤΟΣ ΝΑΟΣ ΕΝ ΕΤΙ / 1911 Αυγ: 19: ΑΡΧΙΕΡΑΤΕΥΟΝΤΟΣ ΤΟΥ ΠΑΝΙΕΡΩΤΑΤΟΥ / ΑΓΙΟΥ ΓΡΕΒΕΝΩΝ Κ(ΥΡΙΟΥ) Κ(ΥΡΙΟΥ) ΑΙΜΙΛΙΑΝΟΥ / ΕΠΙΤΡΟΠΕΥΟΝΤΟΣ ΔΕ ΤΟΥ Κ(ΥΡΙΟΥ) ΙΩΑΝΝΟΥ ΖΗΣΗ / ΕΚ ΣΠΗΛΛΕΟΝ ΔΙΑ ΧΕΙΡΟΣ ΓΕΩΡΓΙΟΥ Δ. ΠΙΤΕΝΗ / ΕΚ ΣΑΜΑΡΙΝΗΣ | “ |